# Station Ludynia Dwór
Station Ludynia Dwór is een spoorwegstation in de Poolse plaats Ludynia.